# Franz Xaver Huf

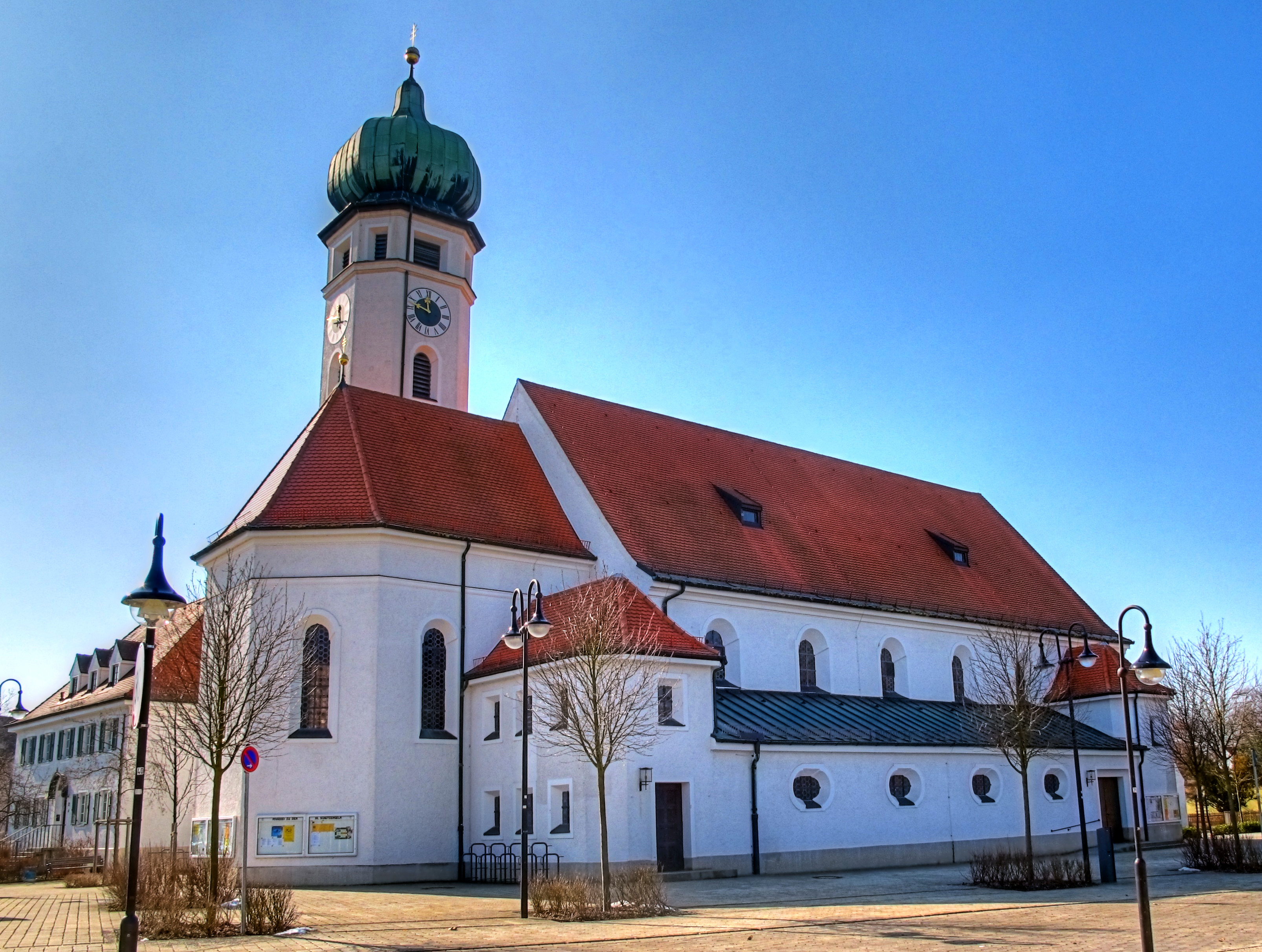
Pfarrhaus und Schutzengelkirche in Eichenau

Franz Xaver Huf (* 1878; † 1973) war ein deutscher Architekt, der sein Büro in München hatte.

## Bauten
- Franz Xaver Huf baute 1926 in Eichenau die katholische Pfarrkirche Zu den Hl. Schutzengeln und das daneben stehende Pfarrhaus. Beide Gebäude stehen auf der Denkmalliste.
- Im gleichen Jahr wurde in Bernau am Chiemsee die katholische Pfarrkirche St. Laurentius fertiggestellt, für die Franz Xaver Huf die Pläne entwarf und die Ausstattung konzipierte.
- Die von ihm 1931 errichtete Hauskapelle der Redemptoristen an der Kaulbachstraße in München wurde 1944 bei einem Bombenangriff zerstört.

### Weitere Bauten (Auswahl)
- 1911: Villa Schieggstraße 6 in (München-)Solln (unter Denkmalschutz)
- 1913: Schulhaus in Illerzell, heute Stadtteil von Vöhringen (Iller)
- 1925: Katholische Pfarrkirche St. Bartholomäus in Hörlkofen
- 1926–1928: Krankenhaus in Dorfen
- 1937–1938: Katholische Pfarrkirche  St. Peter in Dachau
- Wohnhaus Achleitnerstraße 6 in München